# Mihail Polendakov
Mihail Yordanov Polendakov (Sofia, 5 giugno 2007) è un calciatore bulgaro, difensore del Sheffield Utd.

## Carriera

### Club
Cresciuto nel vivaio del Septemvri Sofia, il 30 ottobre 2022 debutta in campionato, nella sconfitta per 2-1 contro il Ludogorets.
Il 22 luglio 2025, si trasferisce allo Sheffield United, militante in Championship.

### Nazionale
Ha giocato nelle nazionali giovanili dell'Under-16, Under-17, Under-19, e infine nell'Under-21.

## Statistiche

### Presenze e reti nei club
Statistiche aggiornate al 10 maggio 2025.
| Stagione        | Squadra         | Campionato      | Campionato | Campionato | Coppe nazionali | Coppe nazionali | Coppe nazionali | Coppe continentali | Coppe continentali | Coppe continentali | Altre coppe | Altre coppe | Altre coppe | Totale | Totale | Totale |
| Stagione        | Squadra         | Comp            | Pres       | Reti       | Comp            | Pres            | Reti            | Comp               | Pres               | Reti               | Comp        | Pres        | Reti        | Pres   | Reti   |        |
| --------------- | --------------- | --------------- | ---------- | ---------- | --------------- | --------------- | --------------- | ------------------ | ------------------ | ------------------ | ----------- | ----------- | ----------- | ------ | ------ | ------ |
| 2022-2023       | Septemvri Sofia | A-PFG           | 4          | 0          | CB              | 0               | 0               |                    | -                  | -                  |             | -           | -           | 4      | 0      |        |
| 2023-2024       | Septemvri Sofia | B-PFG           | 3          | 0          | CB              | 0               | 0               |                    | -                  | -                  |             | -           | -           | 3      | 0      |        |
| 2024-2025       | Septemvri Sofia | A-PFG           | 32         | 0          | CB              | 0               | 0               |                    | -                  | -                  |             | -           | -           | 32     | 0      |        |
| Totale carriera | Totale carriera | Totale carriera | 39         | 0          |                 | 0               | 0               |                    | -                  | -                  |             | -           | -           | 39     | 0      |        |